# إيان ماكفارلين (لاعب كرة قدم)
إيان ماكفارلين (بالإنجليزية: Ian MacFarlane)‏ هو لاعب كرة قدم ومدرب كرة قدم بريطاني في مركزي الدفاع، ولد في 26 يناير 1933 في لانارك ‏ في المملكة المتحدة، وتوفي في 17 يونيو 2019. لعب مع تشيلسي وليستر سيتي ونادي أبردين.